# Лазу (Констанца)
Лазу (рум. Lazu) — село у повіті Констанца в Румунії. Входить до складу комуни Аджиджа.
Село розташоване на відстані 202 км на схід від Бухареста, 6 км на південь від Констанци.

## Населення
За даними перепису населення 2002 року у селі проживали 1032 особи.
Національний склад населення села:
| Національність | Кількість осіб | Відсоток |
| -------------- | -------------- | -------- |
| румуни         | 903            | 87,5%    |
| татари         | 95             | 9,2%     |
| турки          | 30             | 2,9%     |

Рідною мовою назвали:
| Мова      | Кількість осіб | Відсоток |
| --------- | -------------- | -------- |
| румунська | 925            | 89,6%    |
| татарська | 82             | 7,9%     |
| турецька  | 20             | 1,9%     |